# Pogromul de la Iași
Pogromul de la Iași din 27-30 iunie 1941 a fost unul dintre cele mai violente pogromuri din istoria evreilor din România, inițiat de generalul Ion Antonescu, secondat de autoritățile publice locale, împotriva cetățenilor de etnie evreiască din orașul Iași. În conformitate cu datele prezentate de autoritățile române, în cele trei zile au fost uciși 13.266 de evrei.

## Desfășurarea

### Introducere

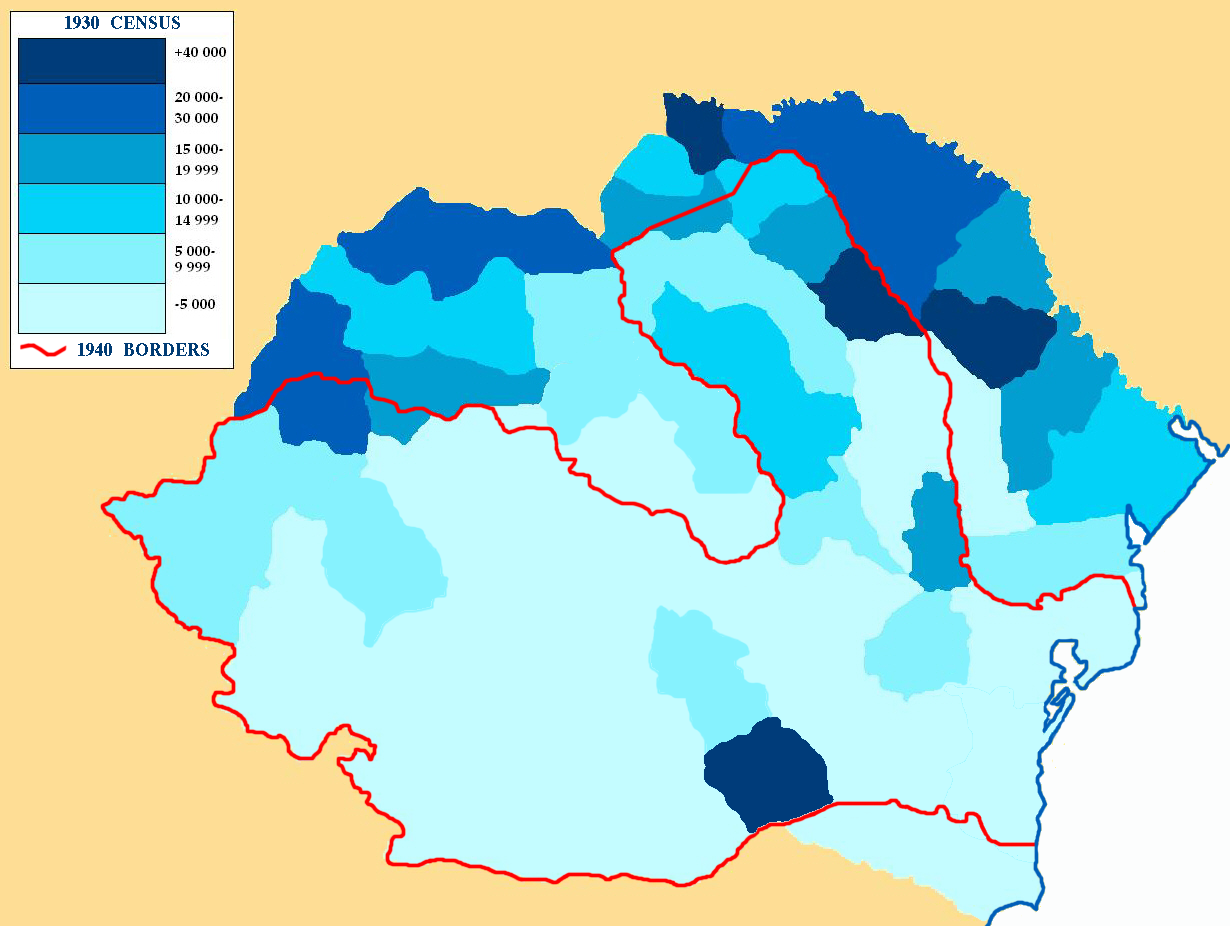
Populația evreiească în România conform recensământului din anul 1930

Conform recensământului din 1930 Iașiul avea o populație de 102.872 cetățeni, dintre care 34.662 evrei.
Pogromul de la Iași a fost planificat de aceleași organe care au planificat lichidarea evreilor în Basarabia și Bucovina în cadrul planurilor regimului Antonescu de purificare etnică sub numele de cod „Curățirea terenului”.
Încă înainte de începerea operațiunilor militare pe 22 iunie 1941, au fost luate în România o serie de măsuri cu caracter antisemit.

În 19 iunie 1941, Antonescu a ordonat Generalului Șteflea, Șeful Marelui Stat Major:
„să fie identificați pe regiuni [în Moldova] toți jidanii”, agenții comuniști sau simpatizanți. Ministerul de Interne trebuie să-i știe, să le interzică circulația și să fie în măsură a face cu ei ceea ce voi ordona, când va veni momentul oportun.”

Jandarmeria a primit ordinul de curățire a terenului în Basarabia și Bucovina cu trei-patru zile înainte de 21 iunie 1941, în trei locuri diferite din Moldova: Roman, Fălticeni și Galați. Inspectorul general al jandarmeriei, generalul Constantin (Piki) Vasiliu, a declarat în fața subofițerilor și ofițerilor de jandarmi la Roman că:
„prima măsură pe care sunt datori s-o aducă la îndeplinire va fi aceea de curățire a terenului, prin care se înțelege: exterminarea pe loc a tuturor evreilor aflați pe teritoriul rural; închiderea în ghetouri a evreilor de pe teritoriul urban; arestarea tuturor suspecților..., etc.”
Comandantul legiunii de jandarmi Orhei, Constantin Popoiu, a atras atenția jandarmilor săi că trebuie:
„să-i extermine pe evrei dela pruncul în fașă până la bătrânul neputincios, toți fiind periculoși pentru nația română.”
Pe 20 iunie 1941, șeful unei echipe de muncă forțată formată din 110 evrei tineri a primit ordin să înceapă urgent săpăturile la două gropi comune în cimitirul evreiesc.
În ajunul întrării României în război, Conducătorul Statului, Ion Antonescu, a dispus prin „Ordinul no. 4147 din 21 iunie 1941, „...evacuarea tuturor evreilor între 18 și 60 ani din satele dintre Siret și Prut în lagărul de la Târgu Jiu.”
În 22 iunie, prima zi de război, au fost postate în Iași afișe ce instigau la pogrom și care îi culpabilizau pe evrei pentru colaborare cu bolșevicii.
La 25 iunie a început însemnarea cu var sau vopsea a caselor locuite de români, cu semnul crucii, operațiune care a continuat până în ajunul pogromului. Unul din fruntașii Comunității evreiești a descris astfel operațiunea crucilor:
„În ziua de 25 iunie polițiștii ieșeni au cutreerat casele, invitând populația creștină să-și puie la ferestre și la intrare cruci. Tot în acea zi s-au luat tineri evrei pentru săpare de gropi la cimitirul evreiesc.”
La 26 iunie s-a intensificat instigarea antisemită în presa localã, transformându-se în instigare la pogrom.

La 27 iunie 1941, Antonescu a comandat Siguranței să trimită un ordin special Inspectoratului Regional de Politie din Iași:
„Fiind informat că la anumiți evrei se găsesc dosite arme și munițiuni, vă rugăm să binevoiți a dispune a se efectua de îndată percheziționarea amănunțită și riguroasă a locuințelor populației evreiești, pentru a se verifica dacă nu cumva ne aflăm în fața unei acțiuni de înarmare a populației evreiești.”
La 3 iulie 1941, Mihai Antonescu a ținut un discurs la Ministerul de Interne în care explica planurile discutate anterior în guvern pe 17-18 iunie 1941 în legătura cu evreii:
„Ne găsim în momentul istoric cel mai favorabil și mai larg pentru o totală descătușare etnică, pentru o revizuire națională și pentru purificarea Neamului nostru de toate acele elemente străine sufletului lui, care au crescut ca vâscul ca să-i întunece viitorul. Pentru ca să nu pierdem zadarnic acest moment unic, trebuie să fim implacabili.”

În ședința din 8 iulie 1941 a cabinetului antonescian, viceprim-ministrul și ministrul de externe Mihai Antonescu, s-a adresat miniștrilor:
„Așa că vă rog să fiți implacabili, omenia siropoasă, vaporoasă, filozofică nu are ce căuta aici... Cu riscul de a nu fi înțeles de unii tradiționaliști care mai pot fi printre dv., eu sunt pentru migrarea forțată a întregului element evreu din Basarabia și Bucovina, care trebue zvârlit peste graniță... Veți fi fără milă cu ei. Nu știu peste câte veacuri neamul românesc se va mai întâlni cu libertatea de acțiune totală, cu posibilitatea de purificare etnică și revizuire națională... Dacă este nevoie, să trageți cu mitraliera. Îmi este indiferent dacă în istorie vom intra ca barbari... Îmi iau răspunderea în mod formal și spun că nu există lege... Deci, fără forme, cu libertate completă. ”—Stenograma ședinței guvernului din 8 iulie 1941 (doc. 3)

### Declanșarea pogromului

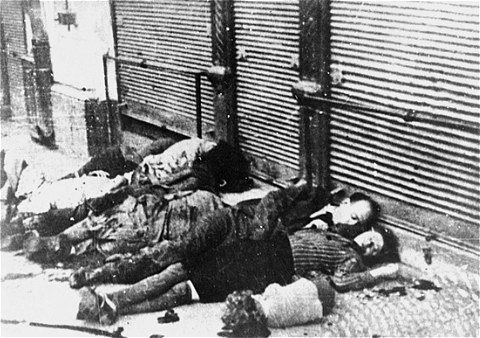
Evrei asasinați pe strada Vasile Conta din Iași în timpul pogromului din 1941

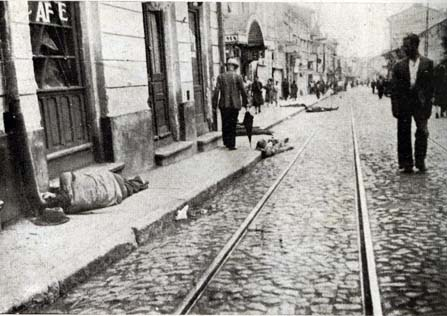
Cadavre de evrei pe străzile Iașului în timpul pogromului

La 27 iunie 1941, conducerea administrativă a orașului, prefectul județului Iași, colonelul Dumitru Captaru, comandantul garnizoanei, colonelul Constantin Lupu, chestorul poliției, colonelul Constantin Chirilovici și inspectorii Siguranței Statului Emil Gioseanu și Matei Cosma au ordonat percheziții în locuințele evreilor.
În după amiaza zilei de vineri, 27 iunie 1941, la cinci zile după intrarea României în război, Ion Antonescu a telefonat colonelului Constantin Lupu și i-a ordonat „Să curețe Iașul de evrei”. Acțiunea urma să fie mascată ca făcând parte din ordinul anterior al conducatorului: „Evacuarea tuturor evreilor, între 18 și 60 de ani, din zona cuprinsă între Siret și Prut".
Tot pe 27 iunie soldați români din divizia de la Iași au ucis peste 400 de evrei lângă târgul Sculeni de lângă Iași, aceștia fiind învinuiți ca „au semnalizat sau pactizat cu inamicul bolșevic”. După ce au fost jefuiți și femeile au fost abuzate de soldați, victimele au fost obligate apoi să-și sape o groapă comună în care au fost ulterior îngropate.
În 28 iunie, au sosit la Chestura din Iași ofițeri ai armatei și jandarmeriei care au comandat în mod practic operațiunea, iar poliția a fost instruită să nu se amestece în treaba armatei, indiferent care ar fi ea.
În raportul nr. 1.042 din 29 iunie 1941 către Mihai Antonescu, ministrul de interne și vicepreședintele consiliului de miniștri, colonelul Captaru, prefectul, raporta executarea ordinului de evacuare a evreilor ieșeni:
„Raportăm că în noaptea de 29-30 iunie s-au tras numeroase focuri de armă din case particulare […]. S-a tras asupra coloanei în marș a unei trupe de infanterie românească care trecea prin oraș spre front. […] Nu s-a putut prinde nici un individ în flagrant delict. […] După indicațiile obținute până în prezent, se constată că se caută de către anumiți indivizi să arunce vina asupra evreilor din oraș cu scopul de a ațâța armata germană și română, precum și populația creștină contra evreilor, pentru a da loc la uciderea în masă a acestora.”
„Până la ora 13 se aflau la chestură circa 3.500 suspecți în cea mai mare parte evrei.”
Ca urmare a acestui raport considerat la București ca ostil, Captaru a fost destituit din funcția de prefect și trimis pe front.
Autoritățile române (poliție, jandarmi, membri ai serviciului român de siguranță), cu concursul unei părți a locuitorilor orașuluiA, au comis crime și jafuri asupra evreilor din Iași. Mii dintre aceștia, majoritatea bărbați, au fost uciși în casele lor și pe stradă, alte mii au fost arestați și duși la sediile poliției.
„Au intrat în casa noastră, urlând și jefuindu-ne toate bunurile. Ne-au poruncit să ieșim cu toții din casă, inclusiv mama și surorile mele. Am ajuns la secția de poliție și pe drum am văzut cum oamenii erau bătuți și cadavre de evrei erau înșirate pe străzi. […] Ne-au îngrămădit în trenuri […] nu știam ce avea să se întâmple […] credeam că ar fi și dat foc vagoanelor dacă nu le-ar fi fost teamă să distrugă locomotiva. Timp de cinci zile ne-am sufocat în trenul supraaglomerat. Majoritatea oamenilor au murit în vagon […] dormeam pe cadavre. […]”—Mărturia lui Lazăr Rozin (14 ani), arhivele de la Yad Vashem, grupul de înregistrări 0,33, dosarul 7211.
În următoarea zi, „Duminica neagră”, soldații români au împușcat mii de evrei care fuseseră încarcerați în secția de poliție..

### Executanții pogromului

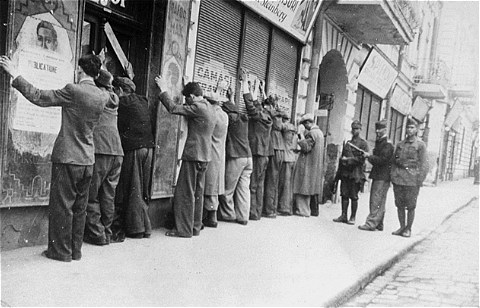
Evrei arestați de jandarmi români, Iași, 27 iunie 1941

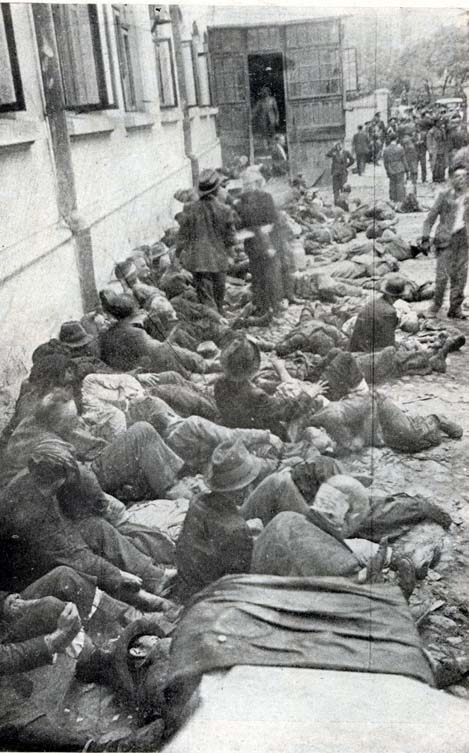
Evrei din Iași adunați cu forța și arestați în timpul pogromului

Pogromul de la Iași a fost planificat și executat de autoritățile române, cu știrea comandamentului armatei germane cantonate în Iași. Ulterior, rapoartele întocmite de autoritățile antonesciene au fost falsificate, responsabilitatea planificării și executării masacrului fiind atribuită părții germane. Fără prezența Armatei germane în România, regimul lui Antonescu însă nu ar fi îndrăznit să pună la punct un plan de asemenea proporții.
Conform directivelor, pogromul a fost organizat și declanșat de:
- Regimentele 13 Dorobanți și 1 Transmisiuni din Divizia 14, aflate sub comanda generalului Gheorghe Stavrescu, locotenent-colonelului Gheorghe Barozzi, pretorul Armatei a 3-a[28], maiorului Nicolae Scriban, pretorul Diviziei 14, și maiorului Constantin Darie, șeful Poliției Militare.
- Garnizoana Iași, sub comanda colonelului Constantin Lupu și a comandantului Batalionului de jandarmi din oraș, maiorul Schipor,
- Jandarmeria județului: colonelul Gh. Bădescu, comandantul Jandarmeriei din Moldova și din județ, adjunctul său, locotenent-colonelul Nicolescu-Coca, și maiorul Vasiliu, comandantul Legiunii mobile de jandarmi.
- Poliția civilă: locotenent-colonelul Chirilovici, adjunctul sãu, inspectorul Leahu, și secretarul Chesturii, Gh. Stănciulescu.
- Siguranța: inspectorii Emil Gioseanu și Matei Cosma.
- Prefectura: locotenent-colonelul Dumitru Captaru, care nu a fost informat de pregătirea pogromului, și locotenent-colonelul Aristotel Alexandrescu, șeful Legiunii de jandarmi Iași, sub ordonața prefectului.[29]
- Eșalonul Special.

La pogrom au mai participat voluntar și soldați germani dintre cei cantonați la Iași dar, mai ales, mii de cetățeni români, din toate păturile sociale ale orașului precum vecini, simpatizanți ai mișcărilor antisemite, tineri, funcționari ceferiști, meseriași, colegi de meserie și intelectuali, ingineri, oameni de afaceri, pensionari, militari în retragere, agenți sanitari. La Iași s-a repetat fenomenul participării la pogrom a femeilor, ca și la Pogromul de la București cu o jumătate de an mai devreme. Un fenomen nou la Iași a fost  alcătuirea de bande de femei și bărbați, uneori soți, care ghidau pe soldați și pe polițiști către casele evreilor înstăriți, pe care apoi le jefuiau cot la cot cu soldați români, germani, jandarmi și polițiști. Nu toți locuitorii au fost părtași la pogrom, dar fără colaborarea civililor nu ar fi fost posibilă depistarea evreilor de către soldați și jandarmi care nu cunoșteau împrejurimile.

### Trenurile morții

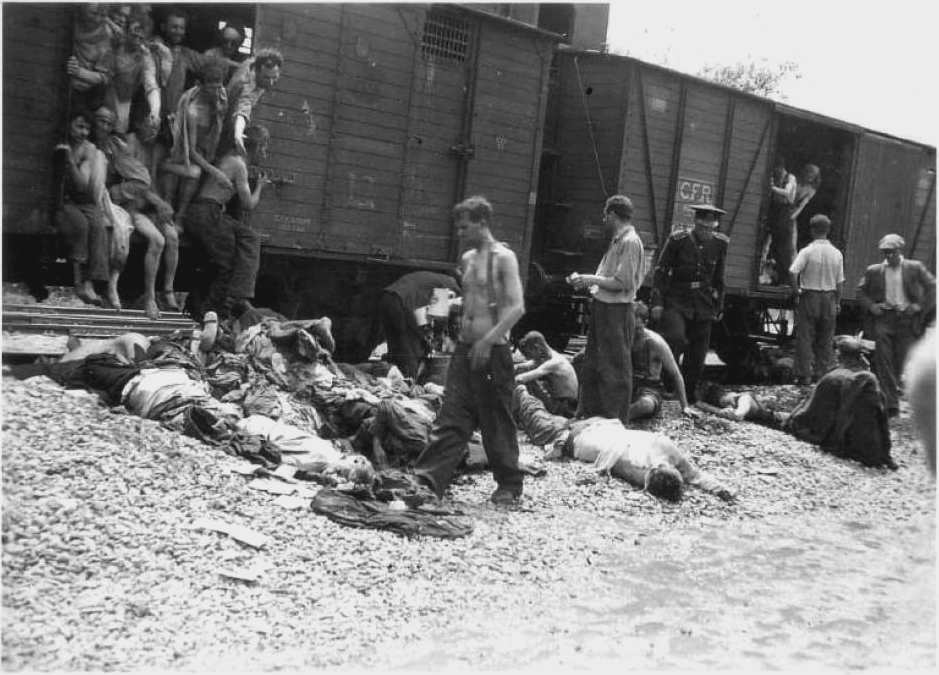
Pogromul de la Iași - Trenurile morții - deschiderea ușii unui vagon.

Miile de evrei care au supraviețuit masacrului de la Chestură au fost duși la gară fiind umiliți, jefuiți, și bătuți înainte de a fi înghesuiți în vagoane de marfă închise ermetic. Trenurile morții au circulat cu viteză redusă între diferite gări din Moldova, câteodată în direcții dus-întors.
În primul tren, care urma să plece în direcția Călărași, au fost băgați 5.000 de evrei dintre care, după 7 zile pe traseu, au supraviețuit 1.011. Alți 2.000-2.700 de evrei au fost înghesuiți în trenul cu direcția Podu Iloaiei, dintre care, din cauza asfixierii și a deshidratării, au supraviețuit numai 700. În gări nimeni nu avea voie să se apropie de trenuri, să le dea muribunzilor apă sau să le deschidă ușile vagoanelor pentru a lua aer, să scoată cadavrele, sau să acorde vreun ajutor medical, umanitar.
Cadavrele au fost jefuite și îngropate în gropi comune, în preajma gărilor de pe traseu.
O acțiune de salvare a avut loc în gara Roman prin intervenția energică a președintei Crucii Roșii din localitate, Viorica Agarici. Pentru că a salvat vieți de oameni nevinovați, cu riscul oprobriului public (din cauza atitudinii autorităților, Agarici a fost nevoită să se refugieze la București), ea a fost unul din cei 54 de români omagiați de Statul Israel cu „Cetățenia de Onoare” și cu titlul „Drept între popoare”.
La 30 august 1941, 980 de evrei supraviețuitori ai trenului ajuns la Călărași au fost transportați înapoi, la Iași.
Regizorul Andrei Călărașu (n. Bernard Gropper) și-a ales acest nume deoarece populația evreiască din Călărași l-a îngrijit și i-a salvat viața când a fost scos muribund și singur dintr-unul dintre Trenurile morții.
Iancu Țucărman, ultimul supraviețuitor al Trenului Morții Iași-Podu Iloaiei, a decedat în 2021.

### Gropi comune
O parte a victimelor Pogromului de la Iași au fost îngropate în gropi comune în Cimitirul evreiesc din Iași. 1.200 de evrei care nu au supraviețuit trenului morții sunt îngropați în gropi comune la Podu Iloaiei. O alta parte sunt îngropați la Târgu Frumos și în multe alte stații de pe parcursul traseului „trenurilor morții”. 
Alte gropi comune, conținând 311 cadavre, au fost descoperite în 1945 la Sculeni.
În anul 2010 a fost descoperită la Popricani, lângă Iași, o groapă comună care conținea zeci de schelete de evrei uciși în anul 1941.

## Estimarea numărului victimelor
Surse diferite au menționat numere diferite de victime ale pogromului.
Prima recunoaștere oficială a masacrului a apărut în comunicatul autorităților române, publicat în „Monitorul Oficial” din 1 iulie 1941, care a anunțat că la Iași au fost executați 500 iudeo-comuniști, cari trăseseră focuri de armă din case, asupra soldaților germani și români”.
Manfred von Killinger, ministrul plenipotențiar al Reich-ului în România, în telegrama expediată la Berlin pe 1 septembrie 1941, raporta o cifră de 4.000 de evrei asasinați la Iași.
În rapoarte ulterioare s-a apreciat că, în acele zile, au fost asasinați peste 14.000 de evrei, adică circa o treime din populația evreiască a Iașului.
Un raport al Serviciului Special de Informații din 23 iulie 1943, elaborat pe baza listelor decedaților întocmite în cadrul sinagogilor din Iași și citat de dr. Radu Ioanid, a acreditat cifra de 13.266 de victime. Raportul final al Comisiei Internaționale pentru Studierea Holocaustului în România arată că în timpul pogromului au fost uciși 14.850 de evrei.

## Procesele criminalilor de război, 1945-1948
Între 1945-1948 au fost judecați 57 de acuzați în legătură cu Pogromul de la Iași: 8 din conducerea Armatei, prefectul județului Iași, primarul orașului Iași, 4 militari, 21 de civili, 22 de gardieni. Majoritatea au fost condamnați la 25 de ani  muncă silnică sau închisoare pe viață. Pedeapsa unora a fost redusa de autorități, alții fiind eliberați la amnistiile din 1950 și 1962-64.
Dintre lideri, Ion Antonescu, Mihai Antonescu, fost ministru de externe și vicepreședinte al consiliului de miniștri, generalul Constantin Z. Vasiliu, fost subsecretar de stat la Ministerul de Interne (3 ianuarie 1942 - 23 august 1944), și Gheorghe Alexianu, fost guvernator al Transnistriei, au fost condamnați la moarte la 17 mai 1946 de Tribunalul Poporului (din București). Au fost executați la Jilava la 1 iunie 1946.
În timpul procesului, Ion Antonescu nu și-a amintit nici de telefonul dat colonelului Lupu, nici de ordinul dat de generalul Șteflea, cu privire la deportarea evreilor din Iași, „la momentul oportun”. De asemenea, interogatoriile preliminare au arătat informațiile deținute de Ion Antonescu în legătură cu faptele petrecute.
„Ion Antonescu: […] [După pogrom] eu m-am dus la Iași și am vorbit cu comandantul general german, pentru că Iașul era atuncea în zonă militară germană, acolo operau trupele germane și era și zona de front și tot Iașul era ocupat de germani, de trupele care trebuiau să treacă Prutul. Și atuncea m-am dus la Iași și am vorbit cu generalul german și i-am spus: „Dacă se mai repetă acest lucru, dau telegramă Führerului și las comanda frontului”. Și atunci, generalul german mi-a spus: „Vă asigur, domnule general, că nu se va mai întâmpla”. […]
Președintele: Era numai acțiunea germanilor la Iași? […]
Ion Antonescu: Ei aveau..., noi frontul Moldovei... era împărțit pe sectoare. Era în sector german.
Președintele: Știu. Era în sector german, dar era și armată românească acolo.
Ion Antonescu: Era sub comandamentul german, după cum erau și divizii germane în sectoarele românești, la dispoziția comandamentului românesc. ”—Interogatoriul lui Ion Antonescu în timpul procesului, 06.05.1946.
„Au fost grupuri de legionari care au făcut acte de provocație. Au tras de pe acoperișuri în elemente germane și au împins - tot prin acte de provocație - și câțiva dintre evrei, fie ca să se apere, fie ca să tragă, de asemenea. Faptul că s-au găsit 2-3, foarte puțini, în orice caz, aceasta a legitimat pretențiile lor, intervenția unor unități germane, care, peste capul autorităților române și cu sprijinul legionarilor, au trecut la acte de represiune pe loc și au cerut ca, fără întârziere, autoritățile române să evacueze populația evreiască, punând, singuri și direct, soldați și elemente ale armatei SS germane ca să întreprindă această acțiune de colectare și de conducere la trenuri, unde au fost transportați în condițiuni cu totul necivilizate. ”—Mihai Antonescu, interogatoriu luat în 17.04.1946
„Președintele: Este adevărat că ați minimalizat ăăă... victimele, numărul victimelor în pogromul de la Iași?
Ion Antonescu: Domnule Președinte, eu n-am știut niciodată, decât din Actul de acuzare, de 8.000, se spune. Acuma, domnul acuzator public vorbește de 10.000. În Actul de acuzare vorbește... n-am știut niciodată. Eu am știut de 2.000 care au fost băgați în gara Iași într-un vagon, presați acolo și au murit de asfixiere și m-am dus și am protestat.”—Interogatoriul lui Ion Antonescu în timpul procesului, 06.05.1946.

## Comemorarea pogromului
Poetul Liviu Deleanu, ai cărui părinți au murit în pogrom, a scris, în memoria lor, poemul Coșmar.
La Cimitirul evreiesc din Iași, unde au fost îngropați în gropi comune o mare parte din victimele de la Iași, a fost ridicat un monument format din plăci de beton în formă de vagoane de tren, care sugerează celebrele “trenuri ale morții”.
În acest cimitir sunt și monumente care comemorează victimele descoperite în 1945 în gropile comune de la Sculeni și în 2010 la pădurea Vulturi.
La 75 de ani de la Pogrom, în iunie 2016, a avut loc o comemorare la Cimitirul evreiesc din Iași. Comemorările au fost realizate și la Podu Iloaiei, unde 1.200 de evrei care s-au aflat în trenul Iași-Podu Iloaiei sunt îngropați în gropi comune, și Târgu Frumos, unde  o altă parte au fost îngropați. În cadrul ceremoniei, președintele României, Klaus Iohannis, a decorat pe trei dintre supraviețuitori.